# Mount Damm
Mount Damm är ett berg i Antarktis. Det ligger i Östantarktis. Nya Zeeland gör anspråk på området. Toppen på Mount Damm är 1 130 meter över havet, eller 165 meter över den omgivande terrängen. Bredden vid basen är 2,8 km.
Terrängen runt Mount Damm är kuperad åt sydost, men åt nordväst är den bergig. Trakten är obefolkad. Det finns inga samhällen i närheten. 